# Ranachów B
Ranachów B est un village polonais de la gmina de Ciepielów dans la powiat de Lipsko de la voïvodie de Mazovie dans le centre-est de la Pologne.
Il se situe à environ 17 kilomètres au nord-ouest de Lipsko (siège de la powiat) et à 110 kilomètres au sud de Varsovie (capitale de la Pologne).
Le village possède approximativement une population de 180 habitants.

## Histoire
De 1975 à 1998, le village appartenait administrativement à la voïvodie de Radom.